# アーロン・クルーグ
アーロン・クルーグ（Aaron Klug、1926年8月11日 - 2018年11月20日）は、リトアニア生まれのユダヤ系物理化学者で、後にイギリス、南アフリカで活躍する。英国籍。1982年に「電子線結晶学の開発と核酸・タンパク質複合体の立体構造の研究」によりノーベル化学賞を受賞した。

## 来歴
リトアニア・ジェルヴァ（Zelvas）生まれ。2歳の時に家族は南アフリカに移った。南アフリカのウィットワース大学とケープタウン大学で学んだ後にイギリスにケンブリッジ大学で学位を得た。
ジョン・バーナードのもとでロザリンド・フランクリンと、ウイルスの研究を行い1950年代の終わりにタバコモザイクウイルスの構造を発見した。1962年、ケンブリッジのMRC分子生物学研究所に入所した。その後も長く、X線回折、電子顕微鏡から得られる2次元画像から結晶の3次元構造を求める研究を行った。1986年から1996年までケンブリッジ大学分子生物学研究所の所長であった。
1995年にメリット勲章を叙勲。同年、王立協会会長に任じられ、2000年まで務めた。
2018年11月20日に死去。92歳没。

## 受賞歴
- 1979年 ハイネケン賞
- 1981年 ルイザ・グロス・ホロウィッツ賞（コロンビア大学）
- 1982年 ノーベル化学賞
- 1985年 コプリ・メダル
- 2007年 クルーニアン・メダル